# 喜靈洲碼頭
喜靈洲碼頭（英語：Hei Ling Chau Pier）是一個公眾碼頭，位於香港喜靈洲西北海傍。
喜靈洲碼頭昔日是一個普通的公眾碼頭，但現時平日基本上只有水警輪、懲教署押解船和少數街渡會在碼頭靠岸。由於懲教署將喜靈洲列為禁區，一般乘客無法上岸。
現在，港九小輪營運「坪洲↔喜靈洲」的持牌定期船班（即中環至坪洲航線的特別班次，直通運行到喜靈洲），每日有9-11班渡輪從坪洲開往，收費為港幣15元。此船班開通後，方便了外來的探監人士前往喜靈洲懲教設施。